# Campeonato Romeno de Voleibol Masculino de 2019–20 - Divisão A1
O Campeonato Romeno de Voleibol Masculino - Divisão A1 (em romeno: Divizia A1) de 2019-20 será a 70ª edição desta competição organizada pela Federação Romena de Voleibol. Dez equipes disputaram o título romeno.
Devido à Pandemia de COVID-19, a edição foi encerrada antecipadamente, e o CS Arcada Galați foi declarado campeão, por ter terminado a Fase I na primeira colocação.

## Equipes participantes
| Equipe                                 | Cidade        | Em 2018-19             | Títulos | Localização das equipes participantes. |
| -------------------------------------- | ------------- | ---------------------- | ------- | -------------------------------------- |
| CS Arcada Galați                       | Galați        | 1º Divizia A1          | 1       | Localização das equipes participantes. |
| ACS VM Zalău                           | Zalău         | 2º Divizia A1          | 7       | Localização das equipes participantes. |
| SCM Universitatea Craiova              | Craiova       | 3º Divizia A1          | 1       | Localização das equipes participantes. |
| CS Dinamo București                    | Bucareste     | 5º Divizia A1          | 18      | Localização das equipes participantes. |
| CS Unirea Dej                          | Dej           | 7º Divizia A1          | 0       | Localização das equipes participantes. |
| CS Știința Explorări Baia Mare         | Baia Mare     | 8º Divizia A1          | 1       | Localização das equipes participantes. |
| CSM Câmpia Turzii                      | Câmpia Turzii | 9º Divizia A1          | 0       | Localização das equipes participantes. |
| CS "U" Cluj                            | Cluj-Napoca   | 10º Divizia A1         | 1       | Localização das equipes participantes. |
| SCM Gloria Buzău                       | Buzău         | 1º Torneio Promoção A1 | 0       | Localização das equipes participantes. |
| CSU Universitate de Vest din Timișoara | Timișoara     | 2º Torneio Promoção A1 | 0       | Localização das equipes participantes. |

* O CSM București e o CSA Steaua București, 4º colocado e 6º colocado na edição 2018-19, respectivamente, desistiram de participar da Divizia A1 2019-20.

## Fase I
- Vitória por 3 sets a 0 ou 3 a 1: 3 pontos para o vencedor;
- Vitória por 3 sets a 2: 2 pontos para o vencedor e 1 ponto para o perdedor;
- Em caso de igualdade por pontos, os seguintes critérios servem como desempate: número de vitórias, razão de sets e razão de ralis.

|  |                                       |
|  | Equipes classificadas para o Top Six. |

|     |                                |     | Jogos | Jogos | Jogos | Resultados | Resultados | Resultados | Resultados | Resultados | Resultados | Sets | Sets | Sets  | Pontos | Pontos | Pontos |
| Pos | Equipe                         | Pts | T     | V     | D     | 3–0        | 3–1        | 3–2        | 2–3        | 1–3        | 0–3        | V    | P    | R     | V      | P      | R      |
| --- | ------------------------------ | --- | ----- | ----- | ----- | ---------- | ---------- | ---------- | ---------- | ---------- | ---------- | ---- | ---- | ----- | ------ | ------ | ------ |
| 1   | CS Arcada Galați               | 50  | 18    | 17    | 1     | 10         | 6          | 1          | 0          | 0          | 1          | 51   | 11   | 4.636 | 1508   | 1131   | 1.333  |
| 2   | SCM Universitatea Craiova      | 43  | 18    | 14    | 4     | 10         | 3          | 1          | 2          | 1          | 1          | 47   | 17   | 2.765 | 1486   | 1277   | 1.164  |
| 3   | CS Dinamo București            | 40  | 18    | 14    | 4     | 10         | 2          | 2          | 0          | 2          | 2          | 44   | 18   | 2.444 | 1447   | 1266   | 1.143  |
| 4   | ACS Volei Municipal Zalău      | 36  | 18    | 13    | 5     | 6          | 4          | 3          | 0          | 3          | 2          | 42   | 25   | 1.680 | 1567   | 1433   | 1.094  |
| 5   | CS Unirea Dej                  | 31  | 18    | 10    | 8     | 5          | 4          | 1          | 2          | 5          | 1          | 39   | 30   | 1.300 | 1555   | 1513   | 1.028  |
| 6   | SCM Gloria Buzău               | 26  | 18    | 8     | 10    | 3          | 5          | 0          | 2          | 3          | 5          | 31   | 35   | 0.886 | 1420   | 1467   | 0.968  |
| 7   | CS "U" Cluj                    | 22  | 18    | 7     | 11    | 3          | 3          | 1          | 2          | 4          | 5          | 29   | 38   | 0.763 | 1441   | 1517   | 0.950  |
| 8   | CS Știința Explorări Baia Mare | 14  | 18    | 5     | 13    | 2          | 0          | 3          | 2          | 3          | 8          | 22   | 45   | 0.489 | 1423   | 1546   | 0.920  |
| 9   | CSM Câmpia Turzii              | 4   | 18    | 1     | 17    | 1          | 0          | 0          | 1          | 4          | 12         | 9    | 51   | 0.176 | 1153   | 1467   | 0.786  |
| 10  | CSU UV din Timișoara           | 4   | 18    | 1     | 17    | 1          | 0          | 0          | 1          | 2          | 14         | 7    | 51   | 0.137 | 1036   | 1419   | 0.730  |

### Confrontos
Para ler a tabela, a linha horizontal representa os jogos da equipe como mandante. A coluna vertical indica os jogos da equipe como visitante.
|                                |       |       |       |       |       |       |       |       |       |       |
| CS Arcada Galați               |       | 3 – 1 | 3 – 0 | 3 – 1 | 3 – 1 | 3 – 0 | 3 – 0 | 3 – 0 | 3 – 1 | 3 – 0 |
| ACS VM Zalău                   | 0 – 3 |       | 3 – 2 | 3 – 1 | 3 – 2 | 3 – 1 | 3 – 0 | 3 – 0 | 3 – 0 | 3 – 0 |
| SCM Universitatea Craiova      | 2 – 3 | 3 – 1 |       | 3 – 0 | 1 – 3 | 3 – 0 | 3 – 0 | 3 – 1 | 3 – 2 | 3 – 0 |
| CS Dinamo București            | 3 – 0 | 3 – 0 | 0 – 3 |       | 3 – 0 | 3 – 1 | 3 – 0 | 3 – 0 | 3 – 0 | 3 – 0 |
| CS Unirea Dej                  | 1 – 3 | 1 – 3 | 1 – 3 | 2 – 3 |       | 3 – 0 | 3 – 0 | 3 – 1 | 3 – 1 | 3 – 0 |
| CS Știința Explorări Baia Mare | 0 – 3 | 2 – 3 | 0 – 3 | 0 – 3 | 0 – 3 |       | 3 – 0 | 3 – 2 | 0 – 3 | 3 – 0 |
| CSM Câmpia Turzii              | 0 – 3 | 0 – 3 | 0 – 3 | 0 – 3 | 1 – 3 | 2 – 3 |       | 1 – 3 | 1 – 3 | 3 – 0 |
| CS "U" Cluj                    | 1 – 3 | 3 – 1 | 0 – 3 | 1 – 3 | 2 – 3 | 3 – 2 | 3 – 0 |       | 3 – 1 | 3 – 0 |
| SCM Gloria Buzău               | 0 – 3 | 0 – 3 | 0 – 3 | 2 – 3 | 3 – 1 | 3 – 1 | 3 – 1 | 3 – 0 |       | 3 – 1 |
| CSU UV din Timișoara           | 0 – 3 | 1 – 3 | 0 – 3 | 0 – 3 | 0 – 3 | 2 – 3 | 3 – 0 | 0 – 3 | 0 – 3 |       |

## Fase II
A Fase II do campeonato teria sido disputada em dois grupos: um para decidir o campeão, outro para decidir o rebaixamento à Liga A2. No entanto, devido à pandemia de COVID-19, o campeonato foi paralisado após os jogos da primeira rodada da Fase II. Após alguns dias de indefinição, a Federação Romena de Voleibol, após consultar os clubes, declarou o CS Arcada Galați como campeão da temporada, respeitando as posições obtidas na Fase I.

## Premiações
| Divizia A1 2019/2020                 |
| ------------------------------------ |
| CS Arcada Galați Campeão (2º título) |

 ´